# Diecéze Abari
Diecéze Abari je titulární diecéze římskokatolické církve.

## Historie
Abari, bylo starobylé antické město, nacházející se v římské provincii Byzacena, v aktuální oblasti Sahel v dnešním Tunisku. Archeologické naleziště nebylo dosud identifikováno.
Známe jednoho biskupa této diecéze: mezi katolickými preláty předvolané v Kartágu roku 484 vandalským králem Hunerichem byl Felix Abaritanus. Někteří autoři přisuzovali tomuto sídlo Ursus, episcopus sanctae Ecclesiae Avaritianensis, který se roku 787 zúčastnil Druhého nikajského koncilu.
Dnes je využívána jako titulární biskupské sídlo; v současnosti má titulárního arcibiskupa Bruna Musaròha, apoštolského nuncia na Kubě

## Biskupové
- Felix (zmíněn roku 484)

## Titulární biskupové
| hodnost              | jméno                   | úřad                             | od               | do                 |
| -------------------- | ----------------------- | -------------------------------- | ---------------- | ------------------ |
| titulární biskup     | José Lázaro Neves, C.M. | pomocný biskup Assis (Brazílie)  | 30. srpna 1948   | 11. února 1956     |
| titulární arcibiskup | Carlo Martini           | apoštolský nuncius – PY PH CL    | 5. října 1961    | 29. listopadu 1963 |
| titulární arcibiskup | Carlo Furno             | apoštolský nuncius – PE LB BR IT | 1. srpna 1973    | 26. listopadu 1944 |
| titulární arcibiskup | Bruno Musarò            | apoštolský nuncius Kuby          | 3. prosince 1994 | dosud              |